# Ренегат (фильм)
«Ренегат» (итал. Renegade - Un osso troppo duro) — кинофильм 1987 года, комедия-роуд-муви с Теренсом Хиллом в главной роли.
В США фильм выходил под названием They Call Me Renegade, в Канаде They Call Me Renegade и You Call Me Trinity, They Call Me Renegade.

## Сюжет
Неунывающий забияка и мошенник Люк, уступая просьбе находящегося в тюрьме закадычного друга по прозвищу Лось, соглашается опекать его сына — несовершеннолетнего Мэтта. Люк и Мэтт приезжают в Богом забытое место, где находятся купленные Лосем земля и дом и где по всей округе почти безраздельно правит всесильная адвокатская контора Лоусона. Разумеется, разница в возрасте не мешает Люку и Мэтту принять брошенный злодеем Лоусоном вызов. Помощь соседей и мотоклуба байкеров, хитрость и находчивость помогают Люку и Мэтту победить в этой неравной войне.

## В ролях
- Теренс Хилл — Люк
- Росс Хилл — Мэтт
- Роберт Вон — Лоусон

## Интересные факты
- Один из немногих фильмов, где мотоклуб байкеров показан в положительном свете.

## Песни, прозвучавшие в фильме
- Lynyrd Skynyrd—Call Me The Breeze 4:56
- Lynyrd Skynyrd—Simple Man 5:56
- Nicolette Larson—Let Me Be The One 4:23